# Falcon (Achterbahn)
Falcon in Duinrell (Wassenaar, Südholland, Niederlande) ist eine Stahlachterbahn vom Modell Euro-Fighter Model 320+ des Herstellers Gerstlauer Amusement Rides, die am 14. Mai 2009 eröffnet wurde.
Die 361 m lange Strecke, die eine Grundfläche von 60 m × 38 m beansprucht, erreicht eine Höhe von 22 m. Auf dem 97° steilen First Drop erreichen die Wagen eine Höchstgeschwindigkeit von 70 km/h. Dabei entstehen 4,5 g. Es wurden drei Inversionen verbaut: ein Looping, ein Cutback und eine Heartline-Roll. Als Rückhaltesystem kommen Schulterbügel zum Einsatz.
Die Bahn ist eine Kopie von Rage in Adventure Island, die zwei Jahre zuvor eröffnet wurde. Drei weitere, baugleiche Anlagen sind gefolgt.